# 장정일
장정일(蔣正一, 1962년 1월 6일 ~ )은 대한민국의 문인, 소설가, 수필가, 작가이다. 1997년에 소설 《내게 거짓말을 해봐》로 필화 사건을 겪기도 했다.

## 이력
불우한 환경 속에 최종 학력이 중학교 중퇴임에도 불구하고, 독학과 독서를 통해 문학의 길에 입문하였다. 장정일은 1984년 무크지 《언어의 세계》3집에 <강정 간다>라는 시를 발표하면서 시인으로 데뷔하였다. 1987년에는 희곡 《실내극》으로 동아일보 신춘문예에 당선되면서 극작가로도 작품 활동을 시작한 그는 1988년 시집 《햄버거에 대한 명상》으로 당시에 최연소의 나이로 김수영 문학상을 수상하여 문단의 주목을 받았다.
1988년 《세계의 문학》봄 호에 단편 <펠리칸>을 발표하면서 소설을 쓰기 시작한 그는 소설 《아담이 눈뜰 때》을 발표한 이후, "시의 시대는 끝났다." 또는 "시 쓰는 법을 잊어버렸다."라는 발언과 함께 시인으로 활동을 그만두고 소설과 평론, 희곡 등의 다양한 장르에서 작품을 발표하였다.
1992년 마광수가 구속되었을 때 어떤 신문의 사회부 기자는 마광수의 공판을 참관한 뒤에 오렌지 교수의 항변이라는 상자기사를 쓰면서, 마광수를 향해 오렌지족의 대부 라는 표현을 쓰는 것으로 그를 사회적으로 지탄받고 있는 오렌지족과 연결시켰다. 그러자 소설가 겸 작가 장정일은 이를 저열한 장난이라고 비판했다.
장정일은 1997년에 소설 《내게 거짓말을 해봐》로 필화 사건을 겪기도 하였는데, 그의 작품이 외설적이라는 보수적 문인들과 언론의 공세로 재판에 회부되기도 했다. 그의 작품의 외설성 여부는 논란이 되었고, 언론매체들은 처음 있는 일인 것처럼 왜곡하여 그의 필화사건은 과거 정비석, 마광수 사태와 비슷한 양상을 보였다. 당시 그의 변호를 맡은 변호사 강금실은 후에, 《장정일 화두, 혹은 코드》라는 책에서 당시의 장정일과 재판에 대한 글 <장정일을 위한 변명>을 썼다.

## 작품 목록

### 시집
- 《길안에서 택시잡기》
- 《서울에서 보낸 3주일》
- 《햄버거에 대한 명상》

### 소설
- 아담이 눈뜰때
- 너에게 나를 보낸다
- 너희가 재즈를 믿느냐?
- 내게 거짓말을 해봐
- 보트하우스
- 중국에서 온 편지
- 삼국지
- 구월의 이틀

### 희곡집
- 긴 여행
- 고르비 전당포
- 어머니
- 실내극

### 기타
- 장정일의 독서일기 1
- 장정일의 독서일기 2
- 장정일의 독서일기 3
- 장정일의 독서일기 4
- 장정일의 독서일기 5
- 장정일의 독서일기 6
- 장정일의 독서일기 7
- 장정일 화두, 혹은 코드
- 생각 : 장정일의 단상
- 장정일의 공부(인문학 부활 프로젝트)
- 장정일, 작가 - 43인의 나를 만나다 (한빛비즈, 2016)

## 같이 보기
- 표현의 자유
- 장정일의 독서 일기
- 강준만
- 강정구
- 마광수
- 윤이상
- 조영남
- 조정래
- 정비석
- 진중권
- 한홍구
- 김완섭

## 관련 서적
- 강준만, 《한국현대사산책:1990년대편1》 (인물과사상사, 2006)
- 장정일, 《장정일의 독서일기:1993.1~1994.10》 (범우사, 1994)
- 마광수, 《왜 나는 순수한 민주주의에 몰두하지 못할까》 (민족과문학사, 1991)
- 연세대학교 국어국문학과 학생회, 《마광수는 옳다:이 시대의 가장 음란한 싸움에 대한 보고》 (사회평론, 1995)